# Целльберг
Целльберг (нім. Zellberg) — громада округу Швац у землі Тіроль, Австрія.
Целльберг лежить на висоті 575 м над рівнем моря і займає площу 12,13 км². Громада налічує 633 мешканців.
Густота населення 52/км².
Громада лежить у долині річки Ціллер і складається з двох селищ: Целльберга та Целльбергебена.
|                                    |
| Целльберг на мапі округу та землі. |

 Адреса управління громади: Zellbergeben 31, 6277 Zellberg.